# 14589 Стівенбернс
14589 Стівенбернс (14589 Stevenbyrnes) — астероїд головного поясу, відкритий 14 вересня 1998 року.
Тіссеранів параметр щодо Юпітера — 3,471.